# Лотта Шелін
Шарлотта Єва Шелін (швед. Charlotta Eva Schelin; нар. 27 лютого 1984, Гуддінге, Стокгольм, Швеція) — колишня шведська футболістка, яка грала на позиції нападниці французького клубу «Ліон» і національної збірної Швеції. 

## Клубна кар'єра
Хоча Лотта Шелін народилася у Стокгольмі, її родина переїхала зі столиці коли дівчинці було два роки. Вона виросла у місті Колеред, що знаходиться недалеко від Гетеборга, тому її першою командою у дитинстві був місцевий футбольний клуб «Колередс», де Шарлотта починала грати разом зі своєю сестрою Камилою. Також Шелін на ранньому етапі кар'єри виступала за юнацькі команди «Геллесокер» та «Мельнлюкке».
В 2001 році у віці 17 років Лотта Шелін дебютувала в Дамаллсвенскані за клуб «Гетеборг». У складі «Гетеборгу» вона провела понад ста матчів, при тому що у серпні 2002 року, Шелін отримала серйозну травму і змогла відновитися лише влітку 2003 року.
У 2008 році Лотта Шелін перейшла до футбольного клубу «Олімпік Ліон», що виступав в Дивізіоні 1. За вісім сезонів перебування в «Ліоні» вона виграла вісім поспіль чемпіонських титулів, п'ять разів виграла Кубок Франції і три рази жіночу Лігу чемпіонів УЄФА. Також Шелін ставала кращою бомбардиркою французького чемпіонату в сезонах 2012–13 та 2014–15. 

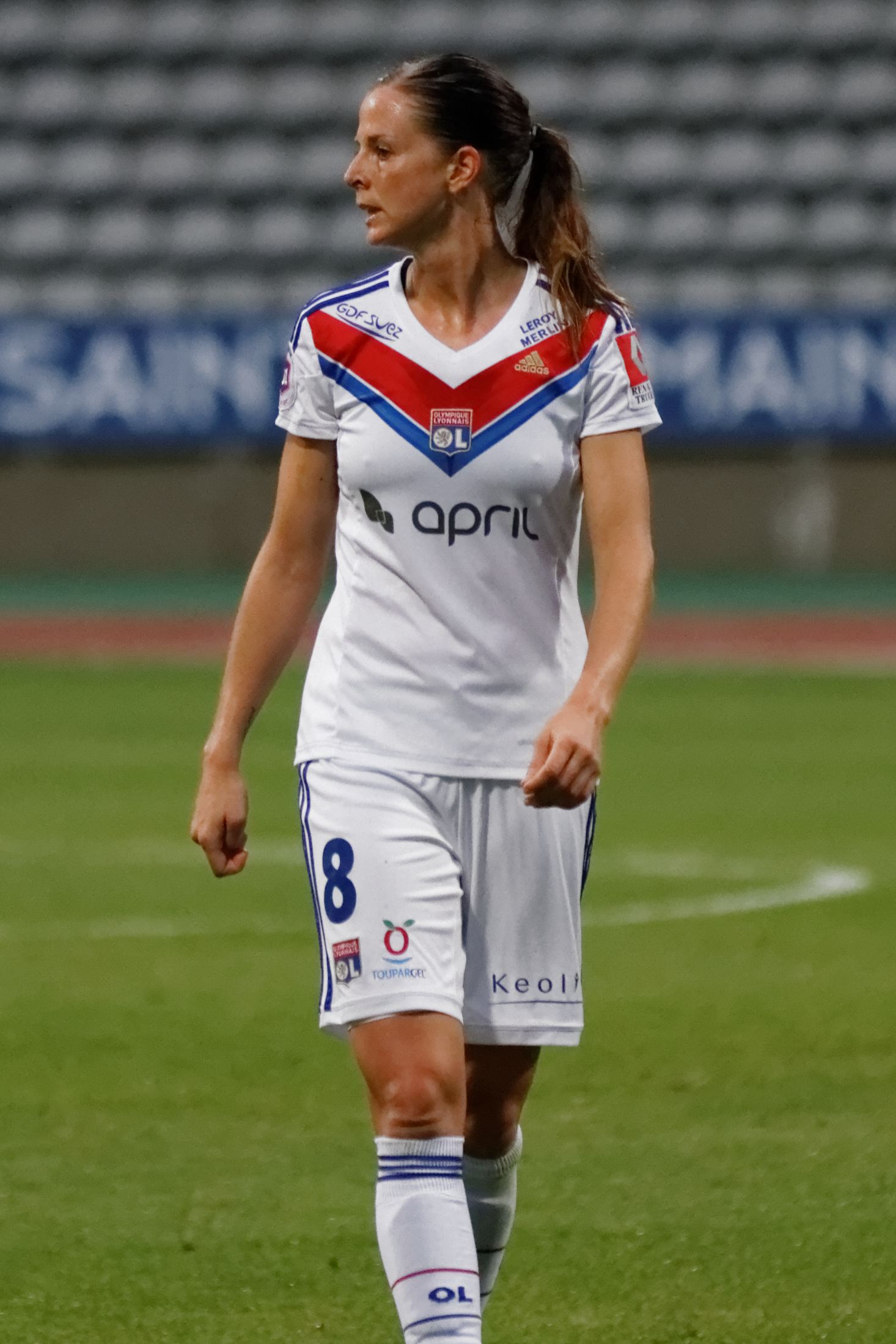
Лотта Шелін в складі «Olympique Lyonnais»

В 2016 році Лотта Шелін  разом з «Ліоном» в черговий раз вийшла в фінал Ліги Чемпіонів, в якому в серії післяматчевих пенальті здолала німецький «Вольфсбург». Це був останній матч Шелін в футболці французької команди.  Шведська напдниця за рахунок своєї високої реалізації в турнирі, входить в список з десяти кращих бомбардирок за всю історію Ліги чемпіонів УЄФА.
У 2016 році Лотта Шелін повернулася до шведського футболу і перед закінченням кар'єри пограла у складі «Русенгорда».

## Кар'єра в збірній
У березні 2004 року Шелін двічі забила у своєму дебютному матчі за збірну Швеції U-21 в грі проти збірної Ірландії в Дубліні.  До цього вона забила три голи у шести матчах за збірну Швеції U-16 і два голи у семи матчах за збірну Швеції U-18.
16 березня 2004 року Лотта Шелін дебютувала за національну збірну Швеції в матчі проти збірної Франції в Кубку Алгарве.
На Чемпіонаті світу в Китаї Шелін забила два голи у трьох матчах, але збірна Швеції несподівано не вдалося вийти тоді з групи. Повернувшись до Китаю наступного року на Олімпійські ігри в Пекіні 2008 року, вона забила три голи у чотирьох іграх, але шведки програли Німеччині з рахунком 2:0 у чвертьфіналі.
Шелін допомогла Швеції здобути бронзову медаль на Чемпіонаті світу-2011 в Німеччині і була включена до символичної команди всіх зірок турніру.  Швеція в матчі за третє місце перемогла Францію з рахунком 2-1 у Зінсхаймі, а Шелін забила в той грі свій другий гол на турнірі.
На домашньому Євро-2013 Шелін стала найкращим бомбардиром турніру з п'ятьма м'ячами, але Швеція програла Німеччині з рахунком 1-0 у півфіналі. 
У жовтні 2014 року Лотта Шелін забила в товариському матчі у ворота Німеччини, цей м'яч став її 73-м голом за Швецію, таким чином Шелін побила національний рекорд, раніше встановлений Ханною Юнгберг. 

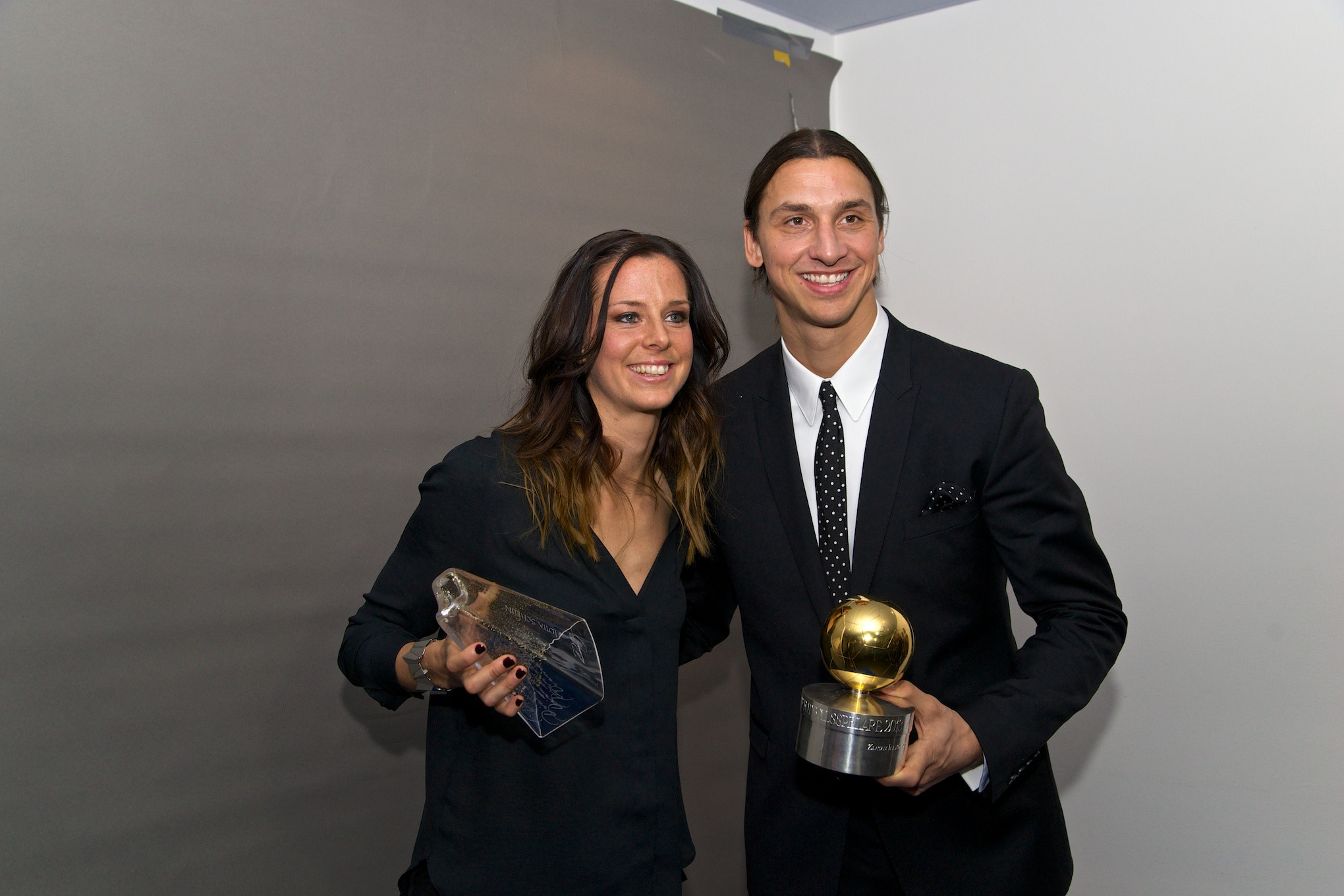
Через високий зріст, швидкість та техніку, Шелін регулярно порівнювали з її знаменитим співвітчизником Златаном Ібрагімовичем

## Виступи на Олімпіадах
| Олімпіада           | Дисципліна | Місце |
| ------------------- | ---------- | ----- |
| Афіни 2004          | футбол     | 4     |
| Пекін 2008          | футбол     | 6     |
| Лондон 2012         | футбол     | 7     |
| Ріо-де-Жанейро 2016 | футбол     | 2     |

## Особисте життя
У серпні 2018 року Лотта Шелін зробила камінг-аут як відкрита лесбійка.  Того ж року вона одружилась зі своєю партнеркою — Ребеккою.
Лотта Шелін брала участь у документальному серіалі «Інший спорт» на Sveriges Television в 2013 році.
У 2021 році Шелін взяла участь у шведській версії південнокорейського ігрового шоу «Співач у масці» в образі Джокера.

## Досягнення

### Командні
Ліги чемпіонів УЄФА:
- Переможниця (3): 2010–11 , 2011–12 , 2015–16

Чемпіонат Франції:
- Чемпіон (8):  2008–09 , 2009–10 , 2010–11 , 2011–12 , 2012–13 , 2013–14 , 2014–15 , 2015–16

Кубок Франції:
- Володарка (5):  2011–12 , 2012–13, 2013–14, 2014–15, 2015–16

Кубок Швеції:
- Володарка (1): 2016

### Збірна
- Чемпіонат світу : 
  -  Бронза (1): 2011
- Олімпійскі ігри: 
  -  Срібло (1): 2016
- Чемпіонат Європи : 
  -  Бронза (2): 2005, 2013